# スパイダーライダーズ 〜オラクルの勇者たち〜
『スパイダーライダーズ 〜オラクルの勇者たち〜』（スパイダーライダーズ オラクルのゆうしゃたち、英名：Spider Riders: Oracle of Heroes）は、ビィートレイン制作の日本のアニメ作品。略称は「スパラダ」「スパライ」。

## 作品概要
カナダの児童向けテレビ番組製作会社であるクッキー・ジャー・エンターテインメントの原案を元に、ビィートレインがアニメの制作を担当した。
日本での放送が始まる前から、先行して北米地域での放送が開始された。

### 日本国内での放送
テレビ東京系で2006年4月5日から同年9月27日まで毎週水曜日17時30分-18時00分（『アニメ530』枠内）に放送されていた。地上デジタル放送では16:9のフルワイドでの放送となっていた。玩具メーカーであるタカラとトミーが合併してタカラトミーになったことから、旧タカラ時代に販売を手掛けた『冒険遊記プラスターワールド』に続き通算2作目である。
本来4クール・全52話の予定だったが、日本国内では丁度半分となる26話で打ち切り。AT-X放送分も同様である。
2006年10月からはキッズステーションでも本放送より半年遅れで放送された。2007年4月14日から同年10月13日まで、本来3クール以降放送予定だった分を「スパイダーライダーズ 〜よみがえる太陽〜」（スパイダーライダーズ よみがえるたいよう）と改題の上で放送されていた。
後半部分の26話は、日本ではOVAで発売された。
北米地域では当初から全52話が放送された。
2008年よりTwellVで再放送がスタート。こちらは全52話を通して完全無料放送である。

## あらすじ
冒険家を目指す少年、ハンター・スティールは祖父の日記から人類が未だ足を踏み入れたことの無い未知の地下世界「インナーワールド」の存在を知り、その世界への入口があると言われる南米風ピラミッドへ赴く。
そこで不思議な声に導かれるかのようにインナーワールドへとたどり着いたハンターは、そこで直立し人語を話す謎の昆虫軍団「インセクター」が起こす騒乱に巻き込まれる。この世界ではインセクターが世界制覇の野望を抱き、日々その勢力を広げていたのだ。
偶然にも遺跡でロボット風の外殻に覆われたインナーワールド固有種の巨大なクモ「スパイダー」と共に戦う正義の戦士「スパイダーライダー」の証を手に入れていたハンターは、その場にいたスパイダー・シャドウと（シャドウは全くその気が無いのにも係わらず）パートナーとなり、インセクターを撃退した。
その後、その場にやってきた少女スパイダーライダー、コロナからこの世界の窮状を知ったハンターはスパイダーライダーとしてインナーワールドに平和を取り戻すため戦う事を誓う。だがシャドウは「地上世界の人間は災いをもたらす存在だ」と語り、中々ハンターと共闘しようとはしない。

## 登場人物
ハンター・スティール
声 - くまいもとこ
主人公のスパイダーライダー。年齢は13歳。ピンク色の髪でカチューシャをつけている。祖父を倣い冒険し、インナーワールドへ来てしまった。いかにもな活発な性格で、シャドウとの口論は絶えない。あきらめずに一度決めたことは最後までやりきることが信条。インセクターの脅威にさらされているヌウマの人たちを守るため遠く離れたヌウマ国へ旅立つことを決心。口癖は「結果オーライ」。変身時の掛け声は「オラクルの力よ」。
シャドウ
声 - 近藤隆
ハンターのパートナーのスパイダー。以前は長らくスパイダーの里で1人で行動していた。ややプライドが高くクールで知的な性格。だが中身はハンターとたいして変わらないらしい。
コロナ
声 - 千葉紗子
少女のスパイダーライダー。インナーワールドで初めてハンターに会った人物。主に案内役。気立てよく優しいが、料理はとても下手。幼少時アラージャ村の外れで、名前以外の記憶を失いマナクルを抱き衰弱していたところを、村の姉妹シーナ・ミーナに拾われる。後にスパイダーライダーを志し上京、現在に至る。後にアクーネと実の姉妹であり「オラクルの巫女」であることが判明し思い悩む。ハンターに何らかの感情を持っているようで…。年頃の女の子らしく恋愛のことやインセクターとの戦いのことなどで悩むことも多い。変身時の掛け声は「オラクルの魂よ」。
ビーナス
声 - 小林沙苗
コロナのパートナーのスパイダー。冷静沈着。
ルメン王子（ルメンおうじ）
声 - 比嘉久美子
アラクナ王国の王子。スパークル姫の兄で、スパイダーライダーでもある。目は半開きでスローな口調が特徴的。性格は兎角マイペース、かつ平和主義者。何度約束を破られようとも条約・約束で物事を解決しようとし、できる限り戦闘は避ける。が、いざという時に発揮する戦闘力はかなりのもの。
相当のシスコンでもあり、スパークルに懐かれているハンターやグラスホップにヤキモチを焼く事もしばしば。また、かなりの女好きでもある。ただしまだ成人していないため好みの女性はほとんど皆年上であり、"おこちゃま"扱いされてしまうことが多く成功率はとても低い。女性に関してはかなりマメ。変身時の掛け声は「オラクルの正義よ」。
エボニー
声 - 三宅健太
ルメン王子のパートナーのスパイダー。ルメンが戦闘を好まないため出番は少ないが、その戦闘能力はかなり秀逸。
ゲーム版の設定では喋り好きの設定だが、初登場からも全く喋らなかったため初めて台詞を口にした時はハンターを始め皆が驚いた。
スパークル姫（スパークルひめ）
声 - 清水香里
アラクナ王国の姫。ルメン王子の妹でもある。一応スパイダーライダーだが幼いため戦闘に出る事は無い（戦おうとしてもグラスホップに「駄目ばい」と止められることもある）。グラスホップを「バッタのおじちゃん」と呼び、非常に懐いている。パートナーのスパイダー・ホターラとは非常に仲がよい。変身時の掛け声は「オラクルの純真よ」。
ホターラ
声 - 浅川悠
スパークル姫のパートナーのスパイダー。まだ幼いためか「キュウ」「キュッ」などとしか喋れない。
イグナス
声 - 子安武人
好青年のスパイダーライダー。誠実かつ真面目な性格。時折とぼけた面も見せる。よみがえる太陽になってからはヘタレっぷりが強調されるようになり、エルマに失恋した時は放心状態となってインセクターとの戦闘時にも全く役に立たなかったこともある。かつては「アラクナの牙」と呼ばれグレイと共にアラクナ国の平和に貢献した。変身時の掛け声は「オラクルの闘志よ」。
フレイム
声 - 関俊彦
イグナスのパートナーのスパイダー。無口で全く喋らないが、ハンターに対しては好意を持つ。かなりのアニメオタク。
マグマ
声 - キンヤ
放浪者のスパイダーライダー。嘗てインセクターに襲われた際に両親及び妹を失った。その際の命の恩人でもあるパートナーのスパイダー・ブルータスの妹のポーシャを探して旅している。親父ギャグを好んでいる節がある。グラスホップをまだ完全に信用していない描写も多々ある。変身時の掛け声は「オラクルの忠義よ」。
ブルータス
声 - 千葉繁
マグマのパートナーのスパイダー。寡黙で「あいよ」以外ほぼ喋らない。ポーシャの兄。
ブレイド
声 - 大塚周夫
かつてインナーワールドを救ったという、伝説の勇者。スパイダーライダーとしての実力は本物であり、マンティッドとも戦った事がある。変身時の掛け声は「オラクルの真理よ」。
ダガー
ブレイドのパートナーのスパイダー。伝説に語られるほどの存在で、最強のスパイダーといわれている。
リリィ
声 - 本田貴子
占い師。お喋り。
エルマ
声 - 小林優子
アラクナから遠く離れた国、ヌウマ国の女王。オラクルを2つ所有していたが、インセクターからその鍵を守るためにそのうちの1つを神官に託す。
神官（しんかん）
声 - 鈴木琢磨
エルマから託された鍵をアラクナのスパイダーライダーズへ渡しにやってきた人物。
トウレ
声 - 佐々木望
ヌウマ国の神官。ヌウマ国にやってきたスパイダーライダーズ達をヌウマ城へと案内した。エルマとは恋仲。
メリッサ
声 - 松井菜桜子
初代スパイダーライダーを祀った記念碑がある「勇者の丘」を管理する女性。昔家を飛び出し、以来帰ってこないスパイダーライダーであった夫を待ち続けている。
シーナ
声 - 岡本麻弥
コロナの義姉。アラージャ村在住。ミーナと共に記憶を失っていたコロナを拾い、育てた。男勝り。
ミーナ
声 - 中山さら
コロナの義姉。アラージャ村在住。シーナと共に記憶を失っていたコロナを拾い、育てた。家庭的。
グレイ
声 - 勝杏里
かつてのイグナスの戦友で「アラクナの爪」と呼ばれた。2人でチームを組み平和に貢献していたが、故郷であるグローブ村の護衛役が誰もいないことを憂い帰郷する。後に村がインセクターに襲われ、村を見逃す代わりにと一度インセクターと取引するが、ハンターらに助けられる形で騒動は終結した。スパイダーライダーズがヌウマへ向かってからは彼がアラクナの護衛を勤め、インセクターの攻撃に耐え延びた。兵士からは騎士隊長と慕われており、多くの人望を持っている。
ノイア・ライア
声 - 高倉有加
ルメン王子の幼馴染。とは言っても、10年ほど前に一度会った位の関係である。アラクナ領の貴族であるライア公の一人娘。

### インセクター
マンティッド
声 - 家中宏
インセクターのトップ。何事にも寛大で、意外とグラスホップを気に入っている節がある。だがそれはただ単純に面白いからと言う理由で、本心は平気で部下を見捨てる残忍な性格(『よみがえる太陽』序盤におけるグラスホップの扱いからそのことがうかがえる)。オラクルの鍵を集めていた理由は、表向きには昆虫帝国へ太陽の光を与えることであったが、ただ自分のためにその力を使うことを露見してインセクター全員を裏切った。
バグース
声 - 関俊彦
四天虫のトップ。マンティッドに忠誠を誓うものの『よみがえる太陽』序盤から残忍な本性を見せ始めたマンティッドを見て、自分も彼にとっては手駒でしかないことを悟り、彼の目的がインセクターのためではないことにも感づくが、ある目的のためにマンティッドに従い続ける。後にすべてのインセクターを裏切ったマンティッドに対し、太陽の光を取り戻すため一騎討ちに出る。冷徹そのものの性格のようだが、ビーレインやスタッグスといった仲間を気に掛ける優しさを持っており、任務を果たし続ける一方でそのために彼らを見捨てることへの罪悪感を持っていた。
グラスホップ
声 - 千葉繁
気侭な性格の四天虫。
常にテンションが高くドジで失敗ばかり。
バッタだけに逃げ足だけは速く、周りからも期待はされていない模様。また妻曰く、「しゃくとり虫」と喧嘩しても負けるといわれるほどに弱く、なぜ四天虫になれたのかわからないと言われている。(自分でも一応自覚はある)
後に四天虫の地位を剥奪され、現在はスパイダーライダーズとともに行動しており、純真無垢なスパークルによって改心。彼女を「姫様」と慕い、スパークルもまたグラスホップを「バッタのおじちゃん」と呼び非常に懐いている。
帝国を追放されてもマンティッドに全幅の信頼を寄せていた。
普段は頼りなく優柔不断であるが、「マシンセクターの自己修復回路を抜き取る」「最終決戦で敵の砲撃からスパークル姫を守りきる」など、いざというときは意外に頼りになり、人間とインセクターの架け橋となるなどストーリーにも大きく影響した。
なぜか日本の方言（九州弁）が混じった口調で話す。
妻と、ステップ、ジャンプという2人の子供がおり、その3人も千葉繁が演じている。
ビーレイン
声 - 浅川悠
四天虫の紅一点。人間の女性への変装が得意。バグースに対して淡い想いを寄せている。スパークルから「蜂のおばちゃん」と呼ばれて怒っていた。『よみがえる太陽』序盤で作戦に失敗したグラスホップを非難したが、ひょんな事からマンティッドが最初から昆虫帝国に太陽をよみがえらせる気など無かったことを知りバグースに伝えようとするも、裏切り者として命を狙われる。昆虫帝国から脱出に成功するも力尽きようとしたところを居合わせたグラスホップとスパークルに救われる。
スタッグス
声 - 三宅健太
四天虫。熱血的だが紳士。武士のような心情を持っており、正々堂々がモットー。自身の角を折ったハンターを好敵手として認めている。オラクルの鍵を奪われてもヌウマの民の命を守りきったスパイダーライダーズに対して完敗を宣言し、四天虫としての地位を自ら捨てる。
アクーネ
声 - 小林沙苗
人間でありながらインセクターに身を置くスパイダーライダーの少女。普段は仮面を装着している。謎めいた力を有しており、バグースと共に行動しながら何かを捜している。仮面によって意思をコントロールされているが、本来は戦いを望まない心優しく穏やかな少女。コロナとは対照的に料理上手で変身時の掛け声は「オラクルの慈愛よ」。
ポーシャ
声 - 比嘉久美子
アクーネのパートナーのスパイダー。ブルータスの妹。アクーネと同様に仮面によって操られていた。
中隊長（ちゅうたいちょう）
声 - 羽多野渉、土田大、宗矢樹頼
グラスホップの部下。
四天虫の地位を剥奪されてもグラスホップとその家族のことを心配していた。
付き合いは長いようだが、グラスホップには中々本名を覚えてもらえず、「ちゅーちゃん」と呼ばれている。
本名はグレートジーニアス。
伝言虫（でんごんちゅう）
声 - 清水香里
主にインセクター同士で伝言を伝えるために遣いに出される小型の虫（ロボット?）。
レミン
声 - 豊口めぐみ
マンティッドに叛きクロスタウンという人間の街に住んでいるインセクター。戦いが嫌になり昆虫帝国から脱走し、クロスタウンの人々に助けてもらった。マグマとは知り合い。人間とインセクターが戦わずにインナーワールドが平和となることを望んでいる。

## 用語
スパイダー
英単語で言ういわゆるクモのことであるが、この作品では特にスパイダーライダーと共に戦う者を指す。総じて機械的な外観をしており、人間より遙かに巨大である。
スパイダーライダー
スパイダーを使役し、また戦線を共にする者。治安維持のため、スパイダーと共に主にインセクターと戦う人間。
インセクター
いわゆる悪の組織。蜘蛛を除くありとあらゆる虫型の生物で構成される。昆虫帝国と表現されることもあるが、ダンゴムシやムカデなど昆虫でない節足動物のモチーフも存在（言明されていないが恐らくヒヨケムシやザトウムシなどの蜘蛛に似ているが蜘蛛でない虫もこちら側に属すると思われる）。精霊オラクルの力を秘めると言われる4つの鍵を探し、目的は不明だが、インナーワールドを支配・征服しようと企む。大概はオラクルが人間のみに加勢することを忌まわしく思いマンティッドの配下として破壊活動に勤しむが、中には人間との共存を望むような穏健派の個体も存在する模様。
インナーワールド
地下世界のこと。端的に言えば地殻の裏側にあるもう一つの世界であり、人間以外の動物は大抵機械的で巨大な節足動物ばかりである。
オラクル
インナーワールドの精霊であり、一神教の神に近いもの。淡い緑色をした細身の女性であり、背からは蜘蛛の節足を思わせる八本の突起物が生えている。
オラクルの鍵（オラクルのかぎ）
オラクルの力が宿るとされるアイテム。
マナクル
スパイダーライダー同士での通信、及びスパイダーの収納に用いられる道具。腕時計の如く腕に装着し使う。蜘蛛の脚が八本である事に由来してか、インナーワールドに8つしかない。
アラクナ王国（アラクナおうこく）
ハンターら、スパイダーライダーズが活動の拠点としている国。名前のモチーフはギリシャ神話に於いて女神アテナの言い掛かりで蜘蛛に変えられた天才機織り少女アラクネか。
ケイカオーラ
スパイダーライダー間での合言葉だが、その明確な意味は不明……というか、ハンターの口癖「結果オーライ」をコロナ達インナーワールド人が聞き間違え、それが広まったものである（しかしなぜかマグマは聞き間違わず普通に「結果オーライ」と発音する）。

## スタッフ
※ 特記のないものは『オラクルの勇者たち』・『よみがえる太陽』共通。
- 監督 - 真下耕一、石山タカ明（『オラクルの勇者たち』第1話 - 第13話）
- シリーズ構成 - 黒田洋介
- キャラクターデザイン - 岩岡優子
- スパイダー・インセクターデザイン - 門智昭
- メインメカデザイン - 寺岡賢司
- コンセプトデザイン - 毬雄一、肥塚正史
- 色彩設計 - 小島真喜子
- 美術監督 - 小山俊久
- 撮影監督 - 青木孝司、武原健二
- 編集 - 黒澤雅之
- 音響監督 - なかのとおる
- 音楽 - 安西史孝、中山信彦、米田知正・加藤達也・ワイズ・コンポーズグループ（『よみがえる太陽』より）
- プロデューサー - 東不可止（『オラクルの勇者たち』のみ）、岩﨑誠
- アニメーション制作 - ビィートレイン、クッキー・ジャー・エンターテインメント
- 製作 - テレビ東京（『オラクルの勇者たち』のみ）、読売広告社、Bee Train

## 主題歌

### オラクルの勇者たち
オープニングテーマ「ALRIGHT」（第1話 - 第26話）
作詞 - 福井秀、尾上文 / 作曲 - 星野敏章、篠原亜希子 / 編曲 - 倭製ジェロニモ&ラブゲリラエクスペリエンス、守時龍巳
歌・演奏 - 倭製ジェロニモ&ラブゲリラエクスペリエンス（BMG JAPAN）
エンディングテーマ
「トワイライトタイム」（第1話 - 第13話）
作詞・歌 - MCU（BMG JAPAN） / 作曲 - MCU、CMJK / 編曲 - CMJK
「恋の景色」（第14話 - 第26話）
作詞・作曲・歌 - 山田タマル（BMG JAPAN） / 編曲 - 内山肇

### よみがえる太陽
オープニングテーマ「ブレイヴハート」
作詞・作曲・編曲 - 加藤達也、米田知正、ワイズ・コンポーズグループ / 歌 - コロナ（千葉紗子） （ランティス）
エンディングテーマ「Toward a Dream」
作詞・作曲・編曲 - 加藤達也、米田知正、ワイズ・コンポーズグループ / 歌 - シャドウ（近藤隆）&アクーネ（小林沙苗） （ランティス）

## 各話リスト
| 話数                   | サブタイトル           | 脚本                   | 絵コンテ                    | 演出                   | 作画監督               | メカ作画監督           |
| 〜オラクルの勇者たち〜 | 〜オラクルの勇者たち〜 | 〜オラクルの勇者たち〜 | 〜オラクルの勇者たち〜      | 〜オラクルの勇者たち〜 | 〜オラクルの勇者たち〜 | 〜オラクルの勇者たち〜 |
| ---------------------- | ---------------------- | ---------------------- | --------------------------- | ---------------------- | ---------------------- | ---------------------- |
| 1                      | 地下世界               | 黒田洋介               | 澤井幸次                    | 有江勇樹               | 岩岡優子               | 門智昭                 |
| 2                      | アラクナ城へ           | 黒田洋介               | 有江勇樹                    | 有江勇樹               | 門智昭                 | -                      |
| 3                      | 勇者の資格             | 黒田洋介               | 黒澤雅之                    | 有江勇樹               | 川面恒介               | 菊池勉                 |
| 4                      | 一輪の花               | 黒田洋介               | 澤井幸次                    | 黒川智之               | 岡辰也                 | -                      |
| 5                      | 勇者の丘               | 黒田洋介               | 坂田純一                    | いとがしんたろー       | 岩岡優子               | -                      |
| 6                      | キラキラの球           | 白根秀樹               | 石山タカ明                  | 有江勇樹               | つばたよしあき         | -                      |
| 7                      | ルメンの理由           | 木村暢                 | 澤井幸次                    | 守岡博                 | 川面恒介               | -                      |
| 8                      | 放浪のマグマ           | 黒田洋介               | 石山タカ明                  | 黒川智之               | 門智昭                 | -                      |
| 9                      | 戦士の休日             | 白根秀樹               | 葛谷直行                    | 平田豊                 | 岩岡優子               | 才木康寛               |
| 10                     | アクーネ               | 木村暢                 | 澤井幸次                    | いとがしんたろー       | 岡辰也                 | -                      |
| 11                     | コロシアム             | 木村暢                 | 澤井幸次                    | 高村雄太               | 川面恒介               | 才木康寛               |
| 12                     | オラクルの鍵           | 黒田洋介               | 石山タカ明                  | 石山タカ明             | 門智昭                 | -                      |
| 13                     | 目覚め                 | 黒田洋介               | 黒川智之                    | 黒川智之               | 岩岡優子               | -                      |
| 14                     | スタッグス             | 木村暢                 | 葛谷直行                    | いとがしんたろー       | 亀田義明               | -                      |
| 15                     | 災いの影               | 白根秀樹               | 渡辺正樹 石山タカ明         | 高村雄太               | 川面恒介               | 才木康寛               |
| 16                     | コロナの故郷           | 黒田洋介               | 葛谷直行                    | 平田豊                 | 重国勇二 菊池勉        | 才木康寛               |
| 17                     | 友                     | 白根秀樹               | 渡辺正樹                    | いとがしんたろー       | 門智昭                 | -                      |
| 18                     | ポーシャ               | 木村暢                 | 澤井幸次                    | 高村雄太               | 岩岡優子               | -                      |
| 19                     | 恋するルメン           | 木村暢                 | 平田豊                      | 平田豊                 | 川面恒介               | -                      |
| 20                     | 勇者ブレイド           | 白根秀樹               | 石山タカ明 いとがしんたろー | いとがしんたろー       | 岡辰也                 | 才木康寛               |
| 21                     | コロナらしく           | 黒田洋介               | 石平信司                    | 黒川智之               | 南伸一郎               | -                      |
| 22                     | 裏切り虫               | 白根秀樹               | 黒川智之 有江勇樹           | 高村雄太               | 岩岡優子 石田智子      | -                      |
| 23                     | 光りなき帝国           | 黒田洋介               | 平田豊                      | 葛谷直行               | 宮前真一               | -                      |
| 24                     | 異国から               | 木村暢                 | 葛谷直行                    | 平田豊                 | 菊池勉                 | 才木康寛               |
| 25                     | アクーネ変身           | 黒田洋介               | 平田豊                      | 平田豊                 | 門智昭                 | -                      |
| 26                     | 聖なる光               | 黒田洋介               | 石平信司                    | 黒川智之               | 岩岡優子               | 才木康寛               |
| 〜よみがえる太陽〜     |                        |                        |                             |                        |                        |                        |
| 1                      | ヌウマ国へ             | 白根秀樹               | 葛谷直行                    | いとがしんたろー       | 川面恒介               | 才木康寛               |
| 2                      | 勇者の旅立ち           | 木村暢                 | 石平信司                    | 高村雄太               | 岡辰也 菊池勉          | -                      |
| 3                      | 大河を渡れ             | 木村暢                 | 高村雄太                    | 有江勇樹               | 石田智子               | 才木康寛               |
| 4                      | 幽霊船の秘密           | 黒田洋介               | 平田豊                      | 平田豊                 | 岩岡優子               | 才木康寛               |
| 5                      | 楽園                   | 白根秀樹               | 石平信司                    | 平向智子               | 川面恒介               | -                      |
| 6                      | 伝説の勇者             | 白根秀樹               | 葛谷直行                    | いとがしんたろー       | 門智昭                 | -                      |
| 7                      | 王子達の苦難           | 黒田洋介               | 石山タカ明                  | 村岡秀昭               | 菊池勉                 | 才木康寛               |
| 8                      | 別れと再会と           | 黒田洋介               | 片貝慎 高村雄太             | 黒川智之 有江勇樹      | 石田智子 加藤久美子    | 才木康寛               |
| 9                      | 信じる者               | 黒田洋介               | 葛谷直行                    | 平向智子               | 川面恒介 宮前真一      | 才木康寛               |
| 10                     | ヌウマ城               | 黒田洋介               | DOJAG-A-GEN                 | 黒田幸生               | 野本正幸               | -                      |
| 11                     | 決闘                   | 白根秀樹               | 高村雄太                    | 平田豊                 | 門智昭                 | -                      |
| 12                     | 決着                   | 黒田洋介               | 石山タカ明                  | いとがしんたろー       | 才木康寛 岩岡優子      | -                      |
| 13                     | 命のために             | 黒田洋介               | 黒川智之                    | 黒川智之               | 石田智子               | 才木康寛               |
| 14                     | 精霊の巫女             | 黒田洋介               | 石山タカ明                  | 高村雄太               | 岩岡優子 菊池勉        | 才木康寛               |
| 15                     | 新たなる脅威           | 白根秀樹               | 杉島邦久                    | 平向智子               | 川面恒介 杉光登        | -                      |
| 16                     | 消えゆく光             | 白根秀樹               | 高村雄太                    | いとがしんたろー       | 門智昭                 | -                      |
| 17                     | 飛べない蝶             | 黒田洋介               | DOJAG-A-GEN                 | 黒田幸生               | 野本正幸               | -                      |
| 18                     | 届かぬ想い             | 黒田洋介               | 平田豊                      | 平田豊                 | 石田智子               | 才木康寛               |
| 19                     | ラビリンス             | 黒田洋介               | DOJAG-A-GEN                 | 黒田幸生               | 野本正幸               | -                      |
| 20                     | 皇帝と勇者             | 白根秀樹               | 高村雄太                    | 村岡秀昭               | 岩岡優子               | 才木康寛               |
| 21                     | 勇者の奥義             | 黒田洋介               | 杉島邦久                    | 平向智子               | 窪敏                   | 才木康寛               |
| 22                     | 皇帝の罠               | 黒田洋介               | 澤井幸次                    | 太田知章               | 加藤久美子 遠藤大輔    | 才木康寛               |
| 23                     | おかえり               | 白根秀樹               | 石山タカ明                  | いとがしんたろー       | 亀田義明 植田実        | 才木康寛               |
| 24                     | 太陽の舟               | 黒田洋介               | 平田豊                      | 平田豊                 | 門智昭                 | -                      |
| 25                     | 世界のために           | 黒田洋介               | 清水久敏                    | 平向智子               | 石田智子               | 才木康寛               |
| 26                     | 結果オーライ           | 黒田洋介               | 澤井幸次                    | 有江勇樹               | 岩岡優子               | 才木康寛               |

## 放送局
| 放送地域               | 放送局                 | 放送期間                     | 放送日時               | 放送系列               | 備考                   |
| 〜オラクルの勇者たち〜 | 〜オラクルの勇者たち〜 | 〜オラクルの勇者たち〜       | 〜オラクルの勇者たち〜 | 〜オラクルの勇者たち〜 | 〜オラクルの勇者たち〜 |
| ---------------------- | ---------------------- | ---------------------------- | ---------------------- | ---------------------- | ---------------------- |
| 関東広域圏             | テレビ東京             | 2006年4月5日 - 9月27日       | 水曜 17:30 - 18:00     | テレビ東京系           | 制作局                 |
| 北海道                 | テレビ北海道           | 2006年4月5日 - 9月27日       | 水曜 17:30 - 18:00     | テレビ東京系           |                        |
| 愛知県                 | テレビ愛知             | 2006年4月5日 - 9月27日       | 水曜 17:30 - 18:00     | テレビ東京系           |                        |
| 大阪府                 | テレビ大阪             | 2006年4月5日 - 9月27日       | 水曜 17:30 - 18:00     | テレビ東京系           |                        |
| 福岡県                 | TVQ九州放送            | 2006年4月5日 - 9月27日       | 水曜 17:30 - 18:00     | テレビ東京系           |                        |
| 岡山県・香川県         | テレビせとうち         | 2006年4月5日 - 9月27日       | 水曜 17:30 - 18:00     | テレビ東京系           |                        |
| 日本全域               | BSジャパン             | 2006年4月10日 - 10月2日      | 月曜 18:30 - 19:00     | BS放送                 |                        |
| 日本全域               | AT-X                   | 2006年6月14日 - 12月9日      | 水曜 11:30 - 12:00     | CS放送                 | リピートあり           |
| 日本全域               | キッズステーション     | 2006年10月7日 - 2007年4月7日 | 土曜 18:30 - 19:00     | CS放送                 | リピートあり           |
| 〜よみがえる太陽〜     |                        |                              |                        |                        |                        |
| 日本全域               | キッズステーション     | 2007年4月14日 - 10月13日     | 土曜 17:00 - 17:30     | CS放送                 | リピートあり           |

## 漫画
大野純二の作画により、テレビ東京の公式サイト及び携帯電話用サイト「アニメX」にて連載開始。
キャラクターや一部を設定はアニメと同一なものの、ストーリーは基本的に独自のものとなっている。漫画の特徴としては、アニメにも負けず劣らずテンションの高いグラスホップ・インセクターや、コロナのパンチラなど。後者に到っては毎号の名物になっている。また、4コマ漫画「スパークリング☆スパークル」は現在見ることは出来ず、単行本にも未収録である。
リイド社刊行の漫画雑誌・月刊少年ファングにて、2007年2月号より再掲載の形で連載された。内容は基本的に同じだが、テレビ東京公式サイト掲載時は下着姿だったコロナが全裸になっていたり、新規にトビラ絵が描き下ろされていたりと、数箇所修正・追加がなされている。
2007年6月に単行本1巻が発売された。掲載誌は2007年9月号で休刊しており、2021年現在連載再開は無い。
- 大野純二『スパイダーライダーズ』第1巻 (SPコミックス、リイド社) 2007年6月19日、ISBN 978-4-84583636-9

## ゲーム
2006年9月23日にハドソンより「スパイダーライダーズ〜伝説の始まり〜」がPlayStation Portable用ソフトとして発売。また、『冒険遊記プラスターワールド』のキャラクターも登場するが、声はオリジナルキャストが参加している。